# Julio Alberto Rubiano
Julio Alberto Rubiano Pachón (Suesca, Cundinamarca, 19 de agosto de 1953-Bogotá, 8 de enero de 2019) fue un ciclista de ruta colombiano.

## Palmarés[2]
1974
- 3º en la Vuelta a Cundinamarca
- Vuelta de la Juventud de Colombia, más una etapa
- 2º en Campeonato Panamericano de Ciclismo en Contrarreloj por Equipos, Cali

1975
- Vuelta a Cundinamarca
- 1 etapa de la Vuelta a Colombia

1977
- 3º en la Vuelta a Boyacá
- Vuelta a Cundinamarca
- 1 etapa de la Vuelta a Colombia

1978
- Vuelta a Boyacá
- 2º en la Clasificación general del Clásico RCN
- 1 etapa de la Vuelta a Colombia

1979
- 2º en la Clasificación General de la Vuelta a Colombia
- Campeonato de Colombia en Ruta

1980
- Vuelta a Boyacá

1981
- Vuelta a Antioquia
- Vuelta a Boyacá
- 2º en la Clasificación General de la Vuelta a Colombia
- 3º en Clasificación General del Clásico RCN

1982
- Vuelta Ciclista de Chile

1984
- 3º en Campeonato Panamericano de Ciclismo en Ruta, Medellín

## Resultados en las grandes vueltas
| Carrera         | 1983 |
| Tour de Francia | Ab.  |
| Giro de Italia  | -    |
| Vuelta a España | -    |

## Equipos
- Ministerio de Obras Públicas (1974-1978)
- Malta Andina (1979)
- Droguería Yaneth (1979)
- Onix Sello Negro (1980 27/02-02/03)
- Perfumería Yaneth (1981)
- Champaña Madame Collette - Hotel Barlovento (1982)
- Pilas Varta - Colombia (1983)
- Perfumería Yaneth (1984)
- Felipe Almacenes y Joyerías (1985)